# Dinitrógeno
El nitrógeno molecular o dinitrógeno (N2) (generalmente llamado solo nitrógeno) es una molécula diatómica homonuclear formada por dos átomos de nitrógeno que se unen mediante un enlace triple de tipo covalente como puede verse en su estructura del lewis del N2
Es un gas (a condiciones normales de presión y temperatura) que constituye del orden del 78 % del aire atmosférico.

## Características principales

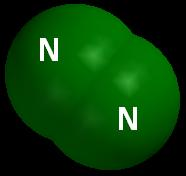
Dinitrógeno.

Es un gas inerte, no metal, incoloro, inodoro e insípido que constituye aproximadamente las cuatro quintas partes del aire atmosférico, si bien no interviene en la combustión ni en la respiración. Condensa a 77 K y solidifica a 63 K empleándose comúnmente en aplicaciones criogénicas.

## Aplicaciones
La más importante aplicación comercial del nitrógeno es la obtención de amoníaco por el proceso de Haber. El amoníaco se emplea con posterioridad en la fabricación de fertilizantes y ácido nítrico.
En la manufactura y procesos de fabricación, específicamente, en el ensamblado de componentes metálicos. El cabo de un objeto cilíndrico de metal, por ejemplo de acero inoxidable, puede ser sumergido a nitrógeno líquido con el fin de provocar la contracción de las moléculas y obtener un encogimiento temporal para meter el componente cilíndrico a un hoyo de ligeramente menor diámetro, y así lograr que se ensamblen los objetos, puesto que el componente que fue sumergido, al recuperar su temperatura ambiental se dilatará y producirá interferencia entre los componentes.
También se usa, por su baja reactividad, como atmósfera inerte en tanques de almacenamiento de líquidos explosivos, durante la fabricación de componentes electrónicos (transistores, diodos, circuitos integrados, etc.) y en la fabricación del acero inoxidable.
El nitrógeno líquido, producido por destilación del aire líquido, se usa en criogenia, ya que a presión atmosférica se condensa a −195,8 °C; una aplicación importante es también la de refrigerante, para la congelación y el transporte de comida y la conservación de cuerpos y células reproductivas (espermatozoides y óvulos) o cualquier otro tipo de muestras biológicas. Se utiliza además en la industria alimenticia dentro de las mezclas para atmósfera modificada, donde sustituye al aire de empaque, con esto se disminuye el crecimiento microbiano y se evita la oxidación del alimento, puesto que el nitrógeno desplaza al oxígeno.
Las sales del ácido nítrico incluyen importantes compuestos como el nitrato de potasio (nitro o salitre empleado en la fabricación de pólvora) y el nitrato de amonio fertilizante.

## Historia
El nitrógeno (del latín nitrum, y este del griego νίτρον, nitro, y -geno, de la raíz griega γεν, generar) se considera que fue descubierto formalmente por Daniel Rutherford en 1772 al dar a conocer algunas de sus propiedades, sin embargo, por la misma época también se dedicaron a su estudio Scheele que lo aisló, Cavendish, y Priestley. El nitrógeno es un gas tan inerte que Lavoisier se refería a él como azote (ázoe) que significa sin vida. Se clasificó entre los gases permanentes, sobre todo desde que Faraday no consiguiera verlo líquido a 50 atm y -110 °C, hasta los experimentos de Pictet y Cailletet que en 1877 consiguieron licuarlo.
Los compuestos de nitrógeno ya se conocían en la Edad Media; así, los alquimistas llamaban aqua fortis al ácido nítrico y aqua regia a la mezcla de ácido nítrico y clorhídrico, conocida por su capacidad de disolver el oro.

## Abundancia y obtención
El nitrógeno es el componente principal de la atmósfera terrestre (78,1 % en volumen) y se obtiene para usos industriales mediante la destilación fraccionada del aire líquido.

## Precauciones
El trabajo con nitrógeno líquido puede ser peligroso. Dependiendo del tipo de trabajo, y las cantidades con que se esté tratando, es necesario vestir equipo personal de protección, como lo pueden ser guantes largos de trabajo resistente y lentes de protección.